# Alive, dramat w Andach
Alive, dramat w Andach – amerykański dramat katastroficzny z 1993 roku w reżyserii Franka Marshalla. Fabuła filmu oparta jest na prawdziwym zdarzeniu, katastrofie lotu Fuerza Aérea Uruguaya 571 z 1972 roku.
Konsultantem przy filmie był jeden z rozbitków – Nando Parrado.
Równolegle nagrywano też film dokumentalny Alive: 20 Years Later. Film został nominowany do MTV Movie Awards 1993 oraz Emmy 1993, a autor zdjęć otrzymał nagrodę Australian Cinematographers Society.

## Fabuła
Urugwajska drużyna rugby wraz z rodzinami i przyjaciółmi wyrusza do Chile na zaplanowany mecz. Samolot z powodu trudnych warunków atmosferycznych rozbija się 13 października 1972 roku o szczyt góry w Andach w pobliżu granicy argentyńsko-chilijskiej. Pozbawiony skrzydeł i ogona wrak ostatecznie zatrzymuje się na zboczu, jednak w wyniku obrażeń na miejscu lub w ciągu kilku pierwszych dni ginie część załogi i pasażerów. Rozbitkowie pozbawieni ciepłych ubrań, żywności i leków wykorzystując dostępne w kadłubie materiały próbują przeżyć do nadejścia pomocy. Z uruchomionego radia dowiadują się jednak, że poszukiwania zostały przerwane po dziewięciu dniach. Zdając sobie sprawę, że jedynym sposobem na przeżycie jest podjęcie drastycznych działań, po długich debatach podejmują decyzję o kanibalizmie. Wzmocnieni rozpoczynają poszukiwania reszty wraku, w którym mogą znajdować się zapasy. Odnalezienie ogonu samolotu nie poprawia jednak sytuacji rozbitków, dodatkowo kolejne kilka osób ginie, gdy lawina przysypuje kadłub samolotu, co ostatecznie przekonuje ocalałych do poszukiwania drogi wyjścia z gór za wszelką cenę. Najsilniejsi wyruszają zatem, by dotrzeć do cywilizacji i sprowadzić pomoc. Po kilkunastu dniach wędrówki odnajdują chilijskiego farmera i zawiadamiają władze o losie samolotu. Wysłana ekipa ratownicza ostatecznie odnajduje pozostałych czternastu rozbitków.

## Obsada
- Ethan Hawke – Nando Parrado
- Vincent Spano – Antonio Balbi
- Josh Hamilton – Roberto Canessa
- Bruce Ramsay – Carlitos Paez
- John Newton – Antonio Vizintin
- David Kriegel – Gustavo Zerbino
- Kevin Breznahan – Roy Harley
- Sam Behrens – Javier Methol
- Illeana Douglas – Lilliana Methol
- Jack Noseworthy – Bobby François
- Christian Meoli – Federico Aranda
- Jake Carpenter – Alberto Artuna
- Michael DeLorenzo – Rafael Cano
- José Zúniga – Fraga, mechanik
- Danny Nucci – Hugo Díaz
- Ele Keats – Susana Parrado
- Josh Lucas – Felipe Restano
- Jason Gaffney – Víctor Bolarich
- John Cassini – Daniel Fernández
- Gian DiDonna – Eduardo Strauch
- David Cubitt – Fito Strauch
- Gordon Currie – Coche Inciarte
- Richard Ian Cox – Moncho Sabella
- Chad Willett – Pablo Montero
- Michael Woolson – Juan Martino
- Steven Shayler – Pedro Algorta
- Michael Tayles – Pancho Delgado
- Nuno Antunes – Álvaro Mangino
- Silvio Pollio – Álex Morales
- Jan D’Arcy – Eugenia Parrado
- Diana Barrington – Pani Alfonsín
- Michael Sicoly – Pilot Julio César Ferradas
- Jerry Wasserman – Drugi pilot
- Tony Morelli – Nawigator Martínez
- Fiona Roeske – Pani Solana
- Aurelio Dinunzio – Dr Solana
- Frank Pellegrino – Steward TOP
- Pat Romano – Jorge Armas
- John Malkovich – Stary Carlitos / Narrator